# Сенђишов Малополски
Сенђишов Малополски (пољ. Sędziszów Małopolski) град је у Пољској у Војводству поткарпатском. По подацима из 2012. године број становника у месту је био 7481.

## Становништво
| 2012. |
| ----- |
| 7.481 |